# دبي دراما
دبي دراما قناة فضائية إماراتية، بثت العديد من المسلسلات الخليجية والعربية. توقفت عن العمل في 6 يونيو 2016 بعد حوالي سنة من إطلاقها.